# Simboli della Contea di Sligo

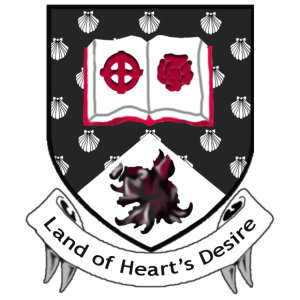
Stemma ufficiale della Contea di Sligo

La bandiera della contea

Sligeach, in gaelico, significa "ricco di conchiglie": questo perché spesso, per effetto delle maree, l'acqua marina entrava nel letto del fiume, lasciando nelle sponde e nelle zone circostanti molti resti organici. Del resto molte volte che si scava nel terreno di Sligo Town, fuoriescono conchiglie.
L'elemento della conchiglia, presente anche nello stemma cittadino, il quale era anche lo stemma della contea prima del 1980, ritorna anche nello stemma della Contea di Sligo. L'emblema presenta, infatti, uno scudo nero con, in basso, un taglio diagonale bianco. Nella parte nera, oltre alle conchiglie, è presente un libro aperto che racchiude gli elementi storici e culturali della zona, ovvero una croce che simboleggia il Libro di Ballymote e una rosa rossa a rappresentare la poetica di William Butler Yeats, che spesso richiamava il fiore in questione. Nella parte bianca dello scudo appare la testa del verro che appare in pagine importanti della mitologia irlandese nelle vicende di Fionn Mac Cumhail.
Alla base dello stemma appare un'epigrafe con la scritta Land of Hearts Desire ("Terra del Desiderio del Cuore"), ripresa da un passo di Yeats che descrive la contea.
I colori sportivi e culturali della contea sono il bianco e il nero.
Altri simboli che richiamano la contea, oltre la conchiglia, sono il Benbulben (presente nello stemma della Sligo GAA) e Knocknarea.